# 瀧川哲男
瀧川 哲男（たきかわ てつお、1942年2月24日 - ）は日本の大蔵官僚。血液型はA型。国税庁次長、沖縄開発庁振興局長、沖縄開発事務次官、生物系特定産業技術研究推進機構副理事長、日本酒類販売副社長、公庫住宅融資保証協会副理事長などを歴任。

## 来歴
神奈川県横浜市出身（父母は千葉県出身）。栄光学園高等学校、東京大学法学部卒業。1964年 大蔵省入省（主税局国際租税課）。1970年7月 清水税務署長。その後は主計局法規課長補佐、総理府内閣総理大臣官房国土総合開発対策室主任室員補、主計局主計官補佐（通商産業第三係主査）などを務め、1978年4月から外務省在ジュネーブ国際機関で勤務。1981年7月 沖縄開発庁振興局振興総務課長。1988年6月 国税庁長官官房総務課長。1989年6月 国税庁長官官房国税審議官。1991年6月11日 大阪国税局長。1992年6月26日 国税庁次長。1993年9月3日 沖縄開発庁振興局長。1996年7月2日 沖縄開発事務次官。1997年7月11日 退官。同年9月 生物系特定産業技術研究推進機構副理事長。1999年 日本酒類販売常任顧問。2000年 同社取締役副社長。2002年9月 公庫住宅融資保証協会副理事長。

## 略歴
- 1964年4月：大蔵省入省（主税局国際租税課）。
- 1966年4月：日本貿易振興会総務部。
- 1968年7月：理財局国有財産第一課。
- 1969年7月：大臣官房調査企画課。
- 1970年7月：清水税務署長。
- 1971年7月：主計局法規課長補佐。
- 1973年4月：総理府内閣総理大臣官房国土総合開発対策室主任室員補。
- 1973年7月：主計局主計官補佐（総理府第一係主査）。
- 1975年7月：主計局主計官補佐（通商産業第三係主査）。
- 1977年7月：主計局付（外務研修）。
- 1978年4月：外務省在ジュネーブ国際機関日本政府代表部一等書記官。
- 1981年7月：大臣官房付。
- 1981年7月：沖縄開発庁振興局振興総務課長。
- 1982年6月：理財局特別財産課長。
- 1983年6月：主税局国際租税課長。
- 1985年6月：主税局税制第三課長。
- 1986年6月：国税庁直税部法人税課長。
- 1987年7月：国税庁直税部所得税課長。
- 1988年6月：国税庁長官官房総務課長。
- 1989年6月：国税庁長官官房国税審議官。
- 1991年6月11日：大阪国税局長。
- 1992年6月26日：国税庁次長。
- 1993年9月3日：沖縄開発庁振興局長。
- 1996年7月2日：沖縄開発事務次官。
- 1997年7月11日：退官。